# TRL Awards 2006
Gli MTV TRL Awards 2006 sono stati trasmessi, in diretta televisiva su MTV, il 25 marzo 2006 da Piazza del Duomo a Milano dalle ore 21:00. La serata è stata introdotta da un countdown di mezz'ora, per invitare il pubblico a votare l'ultima categoria.
Le votazioni sono state aperte alle ore 16:00 del 6 marzo 2006 e chiuse il 24 marzo 2006 alla medesima ora. Questa è stata la prima edizione dei TRL Awards italiani ed è stata condotta da due VJ della rete: Alessandro Cattelan e Giorgia Surina.
Il palco era esagonale con una passerella a sinistra e una sopraelevazione a destra soprannominata "Tower". Lo stage, con alcune modifiche, per la prima volta mostrava il nuovo logo e la nuova veste grafica del programma, ed è stato lo stesso che ha accompagnato TRL durante tutto il lungo tour.
Il vincitore che riceve il riconoscimento, viene premiato con un plastico che riproduce alcuni ragazzi e ragazze che tengono in mano una striscia con il logo della trasmissione.

## Sigla
La sigla di apertura, quella introduttiva, e tutti i motivi utilizzati durante la serata sono accompagnati da Ready Steady Go di Paul Oakenfold, per altro già sigla del programma dal 2003 al 2006.

## Performance
- 0131 - Il danno
- Mondo Marcio - Dentro una scatola
- Finley - Tutto è possibile
- Lee Ryan - Turn Your Car Around / When I Think of You
- Paola & Chiara - Time After Time
- t.A.T.u. - All About Us, Gomenasai
- L'Aura - Irraggiungibile
- Luca Dirisio - Sparirò
- negramaro - Mentre tutto scorre, Estate, Nuvole e lenzuola / Solo3min
- Gemelli Diversi - Un altro ballo / Mary

## Altri interventi
- Cristiana Capotondi
- Dolcenera
- Duncan James
- Nicolas Vaporidis

## Awards
I vincitori della categoria sono evidenziati in grassetto.

### First Lady
- Anastacia
- Avril Lavigne
- Hilary Duff
- Madonna
- Shakira

### Man of the Year
- Eminem
- Jesse McCartney
- Lee Ryan
- Robbie Williams
- Simon Webbe

### Best Group
- Backstreet Boys
- Gemelli Diversi
- Good Charlotte
- Green Day
- t.A.T.u.

### Best New Artist
- Finley
- Hilary Duff
- Jesse McCartney
- Mondo Marcio
- My Chemical Romance

### Best Number #1
Votabile esclusivamente tramite SMS.
- Backstreet Boys - I Still
- Britney Spears - Do Somethin'
- Gemelli Diversi - Prima o poi
- Green Day - Holiday
- Lee Ryan - Army of Lovers

### Best Verrei ma non posso
- Cast O.C.
- Daniel Radcliffe
- Eminem
- Robbie Williams
- Valentino Rossi

### Best Lacrima Award
- Billie Joe (Green Day)
- Jesse McCartney
- Lee Ryan
- Riccardo Scamarcio
- Thema & Grido (Gemelli Diversi)

### Best Riempi-Piazza
- Gemelli Diversi
- Jesse McCartney
- Lee Ryan
- Riccardo Scamarcio
- Subsonica

### Best TRL City
- Genova
- Milano
- Napoli
- Roma
- Torino

### Miglior Momento Divertente
- Bloodhound Gang
- Cesare Cremonini
- Munchies
- Paola Cortellesi
- Leonardo Pieraccioni & Giorgio Panariello

### Miglior Cartellone
- Il più artistico
- Il più irriverente
- Il più lungo
- Il più struggente
- Il più divertente

### Italians do it better
- Cesare Cremonini
- Gemelli Diversi
- negramaro
- Nek
- Laura Pausini